# Скобелка
Скобе́лка (укр. Скобелка) — село в Гороховской городской общине Луцкого района Волынской области Украины.
До 2020 года входило в Гороховский район.
Код КОАТУУ — 0720887401. Население по переписи 2024 года составляет 1500 человека. Почтовый индекс — 45703. Телефонный код — 3379. Занимает площадь 21,39 км².